# Souru och Riemiö
Souru och Riemiö är en sjö i kommunen Jockas i landskapet Södra Savolax i Finland. Sjön ligger 95,8 meter över havet. Arean är 1,24 kvadratkilometer och strandlinjen är 14,61 kilometer lång. Sjön  ingår i Vuoksens huvudavrinningsområde.   Den ligger omkring 42 kilometer öster om S:t Michel och omkring 250 kilometer nordöst om Helsingfors. 